# Martín de la Jara
Martín de la Jara is een gemeente in de Spaanse provincie Sevilla in de regio Andalusië met een oppervlakte van 50 km². In 2007 telde Martín de la Jara 2753 inwoners.